# 马尔科·维塔莱
马尔科·维塔莱（義大利語：Marco Vitale，1981年8月4日—），意大利男子射箭运动员。他曾代表意大利参加2004年和2008年夏季残疾人奥林匹克运动会射箭比赛，获得一枚银牌和一枚铜牌。